# 沼津郵便局
沼津郵便局（ぬまづゆうびんきょく）
- 静岡県沼津市にある郵便局。本記事にて記述。
- 長崎県壱岐市にある郵便局。局番号は76219。

沼津郵便局（ぬまづゆうびんきょく）は、静岡県沼津市寿町にある郵便局である。民営化前の分類では集配普通郵便局であった。局番号は23002。

## 概要
住所：〒410-8799 静岡県沼津市寿町1-25
静岡県東部初の郵便局として創設された。1969年（昭和44年）までは国鉄（現・JR東海）東海道本線沼津駅至近、その後1990年（平成2年）までは沼津駅よりも海側の沼津市中心部にあったが、1990年8月20日付で山側の平地に在る寿町に移転した。1969年から1990年まで郵便局があった市場町の国有地は大蔵省に引き取られ、沼津合同庁舎が新たに建設され沼津公共職業安定所などが移転してきたほか、沼津合同庁舎内郵便局が残されている。
鉄道郵便の廃止に伴い沼津駅から比較的近い場所に立地する必要がなくなったため、国道1号沼津バイパスに近い現在地へ移転した。郵便物等の物流を含め自動車利用が主体の立地条件になっている。

### 併設施設
- ゆうちょ銀行沼津店（名古屋支店沼津出張所）：取扱店番号230020

### 分室
分室はなし。過去に存在した分室は以下のとおり。
- 保険分室 - 1948年（昭和23年）に廃止。

## 沿革
- 1871年4月20日（明治4年3月1日） - 日本の近代郵便制度の創設とともに、沼津郵便取扱所として開設[1]。
- 1873年（明治6年） - 沼津郵便役所となる[1]。
- 1875年（明治8年）1月1日 - 沼津郵便局（三等）となる。翌日より為替取扱を開始[1]。
- 1879年（明治12年） - 貯金取扱を開始[1]。
- 1891年（明治24年）10月1日 - 沼津郵便電信局となる[1]。
- 1903年（明治36年）4月1日 - 通信官署官制の施行に伴い沼津郵便局となる[1]。
- 1948年（昭和23年）7月1日 - 保険分室を廃止[2]。
- 1969年（昭和44年）5月12日 - 沼津市大手町から、同市上香貫市場に局舎を新築、移転。
- 1990年（平成2年）8月20日 - 沼津市市場町から同市寿町に移転。
- 1992年（平成4年）8月3日 - 外国通貨の両替および旅行小切手の売買に関する業務取扱を開始。
- 2006年（平成18年）10月1日 - 三の浦郵便局から「410-01xx」「410-02xx」区域の集配業務を移管[3]。
- 2007年（平成19年）10月1日 - 民営化に伴い、併設された郵便事業沼津支店、ゆうちょ銀行沼津店に一部業務を移管。
- 2012年（平成24年）10月1日 - 日本郵便株式会社発足に伴い、郵便事業沼津支店を沼津郵便局に統合。
- 2017年（平成29年）2月6日 - 郵便番号上2桁が41の地域区分業務を静岡郵便局へ移管。ゆうゆう窓口の24時間営業を廃止。
- 2017年（平成29年）8月21日 - 沼津西郵便局から「410-03xx」区域の集配業務を移管（貯金外務はゆうちょ銀行沼津店に移管）[4]。

## 取扱内容

### 沼津郵便局
- 郵便、印紙、ゆうパック、内容証明
- 生命保険、バイク自賠責保険、自動車保険、がん保険、引受条件緩和型医療保険
- 「410-00xx」「410-01xx」「410-02xx」「410-03xx」「410-08xx」区域（沼津市（合併以前からの沼津市域））の集配業務
- ゆうゆう窓口

### ゆうちょ銀行沼津店
- 貯金、貸付、為替、振替、振込、国際送金、外貨両替、国債、投資信託、変額年金保険
- ATM

## 周辺
- 沼津市役所金岡市民窓口事務所
- 沼津市営球場
- 国道1号

## アクセス
- JR東海道本線・御殿場線 沼津駅（北口）からリコー通りを北進、徒歩約19分
- 沼津登山東海バス 富士急シティバス 沼津郵便局停留所下車
- 東名高速道路 沼津ICから南へ約3.5km
- 駐車場あり：42台